# Bakary Saré
Bakary Bouba Saré (ur. 5 maja 1990 w Abidżanie) – burkiński piłkarz grający na pozycji defensywnego pomocnika. Od 2017 jest zawodnikiem klubu CF Os Belenenses.

## Kariera piłkarska
Swoją karierę piłkarską Saré rozpoczął w klubie FC Bibo. W 2004 roku wyjechał do Belgii i został zawodnikiem akademii piłkarskiej Anderlechtu. W sezonie 2007/2008 zadebiutował w nim w pierwszej lidze belgijskiej. W debiutanckim sezonie wywalczył wicemistrzostwo Belgii oraz zdobył Puchar Belgii. W sezonie 2008/2009 ponownie został mistrzem kraju, a w sezonie 2009/2010 sięgnął z Anderlechtem po tytuł mistrzowski.
W 2010 roku Saré przeszedł na zasadzie wypożyczenia do Rosenborga Trondheim. W nim w Tippeligaen zadebiutował 19 września 2010 w wygranym 3:2 wyjazdowym meczu z SK Brann. W Rosenborgu rozegrał trzy ligowe mecze i został mistrzem Norwegii.
W 2011 roku Saré został piłkarzem klubu CFR 1907 Cluj. W nim swój debiut zaliczył 11 kwietnia 2011 w zremisowanym 0:0 wyjazdowym meczu z ASA Târgu Mureș. W sezonie 2011/2012 został z CFR Cluj mistrzem Rumunii.
W 2013 roku Saré został wypożyczony do Dinama Zagrzeb. Zadebiutował w nim 19 lipca 2013 w zwycięskim 3:0 domowym spotkaniu z NK Zadar. W sezonie 2013/2014 został mistrzem Chorwacji, jednak jeszcze w jego trakcie wypożyczono go do Al-Ain FC. W Al-Ain nie rozegrał jednak żadnego meczu.
W 2014 roku Saré został zawodnikiem Vitórii SC. Swój debiut w niej zaliczył 16 sierpnia 2014 w wygranym 3:1 wyjazdowym meczu z Gil Vicente FC. W Vitórii grał do końca sezonu 2015/2016.
W grudniu 2016 Saré podpisał kontrakt z Moreirense FC, a w 2017 przeszedł do CF Os Belenenses.
| Sezon   | Klub             | Kraj                         | Rozgrywki     | Mecze | Gole |
| ------- | ---------------- | ---------------------------- | ------------- | ----- | ---- |
| 2007/08 | RSC Anderlecht   | Belgia                       | Eerste klasse | 1     | 0    |
| 2008/09 | RSC Anderlecht   | Belgia                       | Eerste klasse | 9     | 0    |
| 2009/10 | RSC Anderlecht   | Belgia                       | Eerste klasse | 18    | 0    |
| 2010    | Rosenborg BK     | Norwegia                     | Tippeligaen   | 3     | 0    |
| 2010/11 | CFR Cluj         | Rumunia                      | Liga I        | 10    | 0    |
| 2011/12 | CFR Cluj         | Rumunia                      | Liga I        | 6     | 0    |
| 2012/13 | CFR Cluj         | Rumunia                      | Liga I        | 8     | 0    |
| 2013/14 | Dinamo Zagrzeb   | Chorwacja                    | Prva HNL      | 8     | 0    |
| 2013/14 | Al-Ain FC        | Zjednoczone Emiraty Arabskie | UAE League    | 0     | 0    |
| 2014/15 | Vitória SC       | Portugalia                   | Primeira Liga | 22    | 2    |
| 2015/16 | Vitória SC       | Portugalia                   | Primeira Liga | 23    | 3    |
| 2016/17 | Moreirense FC    | Portugalia                   | Primeira Liga | 12    | 0    |
| 2017/18 | CF Os Belenenses | Portugalia                   | Primeira Liga | 14    | 1    |

## Kariera reprezentacyjna
W reprezentacji Burkiny Faso Saré zadebiutował 26 marca 2016 roku w wygranym 1:0 meczu kwalifikacji do Mistrzostw Narodów Afryki 2014 z Ugandą. W 2017 roku został powołany do kadry na Puchar Narodów Afryki 2017.